# 中场
中場（英語：Midfielder；西班牙語：、Volante）是足球球員位置之一，縮寫為MF。
中場球員位於前鋒（FW）與後衛（DF）之間，如右圖，中場球員的功能與位置可能有很大的變化。
防守中場（DM，後腰）位置偏後，負責截斷對方進攻，防禦性較強。正中場（CM）活躍於中線上，藉由跑動與傳球製造機會。進攻中場（AM，前腰）位置偏前，協同前鋒得分，防禦功能較少。廣義的中場球員還包含邊中場（WM）及邊鋒（Winger）。
中場球員的數量並不固定，主要取決於球隊使用的足球陣式。職業足球聯賽中，教練通常安排一名中場球員防守，其他中場球員攻守兼備，或以攻擊為主。中場球員通常是整場球賽中跑動里程最長的角色，因此出色的中場球員需要很高的技術及體能，以應付任何球賽中的攔截、帶球、射門、調動及傳球。

## 防守中場

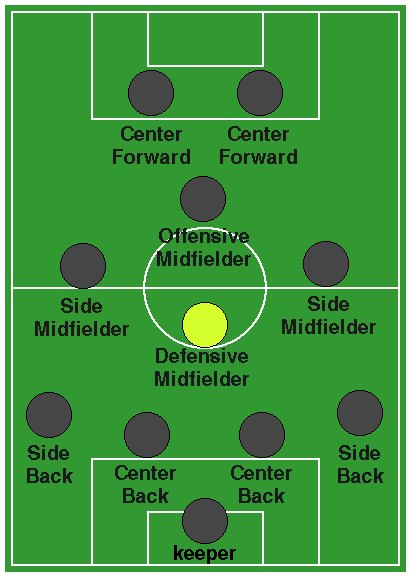
防守中場，4-4-2 鑽石陣式

防守中場（Defensive midfielder, DM）或後腰，義大利稱之為「中央」（Mediano）、西班牙稱之為「中軸」（Pivote）、葡萄牙稱之為「門閂」（Trinco）、英格蘭稱之為「錨」（Anchor），南美洲暱稱其為馬卡報中場（Volante de marca）、阿根廷稱其為「5號」（Número cinco）、法國則稱其為「6號」（Numéro 6）。
防守中場的首要任務是保護己方的球門，但他不僅專司防守，在發起進攻時也有重要作用。其位置通常比後衛稍前，或者專門盯人（Man mark），若有兩列中場球員，則防守中場通常位於後列。若後衛移動向前參與進攻，防守中場亦可起補位之效。優秀的防守中場需要擁有：對局勢的警覺、對敵方行動的預判、盯防、搶斷、攔截、傳球、良好的體格及體能，尤其看重視野與跑動能力。
防守中場可見於以下足球陣式：
- 4-2-3-1：由兩名防守中場互相搭配。
- 4-3-3：一名防守中場，搭配正中場或邊中場。
- 4-4-2 鑽石：位於中間列最後方。
- 4-1-4-1：功能類似自由人，能夠讓後衛參與進攻。

防守中場名將包括、盧卡斯、布茨克茨等人。

### 控球中場

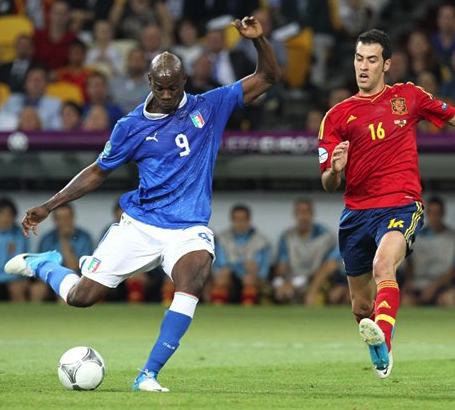
西班牙控球中場塞尔希奥（紅衣16號）企圖攔阻義大利前鋒巴洛特利（藍衣9號）射門

控球中場（Holding midfielder）又稱墮後中場（Deep-lying midfielder），站位接近同隊的後衛，通常扮演供輸角色，傳球予其他更有攻擊性的隊友。控球中場可見於4-2-3-1或4-4-2鑽石陣式，咸認阿根廷名帥貝爾薩是最早啟用此角色的教頭。
習慣上，若一隊有兩名控球中場，通常一名擔綱絞肉機（Destroyer），另一名為組織者（Creator，法國稱之為Harceleur「騷擾者」，德國稱之為Achter「8號」）。絞肉機負責搶斷、奪取球權、傳球給組織者，組織者則負責維繫球權、推進並長傳。絞肉機的早期名將包含瓦雷拉、斯泰爾斯、哈奇與塔爾代利，近代則有、卡斯利、與。組織者在早期有熱爾松與奥利塞赫，近代則有與卡里克。
隨著時代演進，控球中場發展出第三種類型，稱為全能型控球中場（Carrier），兼具防禦與組織的功能，能夠配球給隊友，也能自行帶球。此角色的典型名將有西多夫、羅德里等人，而小費南多、赫迪拉、及坎特則屬於有全能傾向的絞肉機。此外，亞亞·圖雷全盛期為全能型控球中場，體能下滑後才逐漸演變為組織者。

#### 指揮官

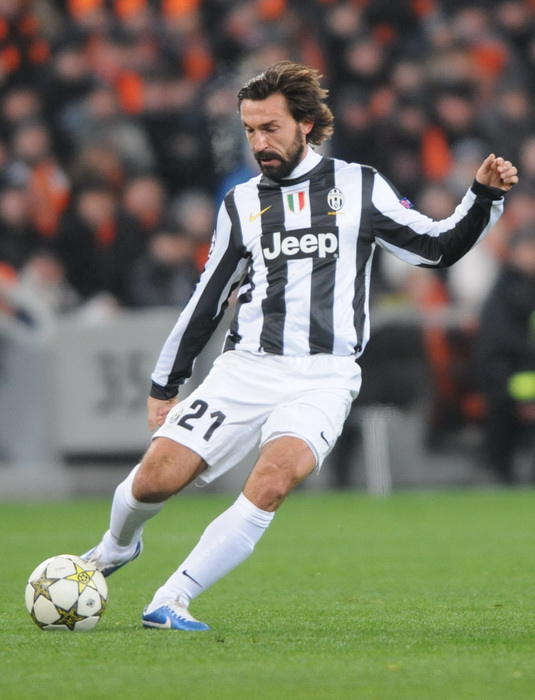
義大利球員皮尔洛被公認是史上最佳指揮官之一

指揮官（Regista）一名衍生於義大利名帥波佐的條理陣式，英格蘭稱之為墮後組織核心（Deep-lying playmaker）或散步型10號（Strolling 10）、巴西稱之為「中心中場」（Meia-armador）。
雖然屬於控球中場，比起搶斷等防守技巧，指揮官更擅長傳球，喜歡從墮後的位置控制節奏、指揮攻勢。這個角色不要求體格或速度，但強調技巧，其球路比其他控球中場多樣，能夠短傳、長傳及塞球，並精於一腳傳（One-touch football）。
出色的指揮官需要閱讀球賽的能力，利用大範圍視野發現空位、創造機會。名將包括、哈維、等人。此外，屬於全能型控球中場，但也具有很多指揮官的特質。

### 中衛
中衛（Centre-half）源於十九世紀英格蘭的雙後衛「金字塔」體系，可攻可守，進攻時負責派球給五名前鋒。
1930年代後，隨著金字塔陣式（2-3-5）被WM陣式（3-2-5, 3-2-2-3）取代，中衛此一角色逐漸從足球界淡出，轉由後衛抵抗敵方前鋒的進攻，但由於歷史因素，中後衛（CB）仍常被暱稱為「中衛」。
在條理陣式（2-3-2-3）中，正中場（Centromediano metodista）若具有相當的防禦能力，也可視為一種中衛。
此位置的名球員有荷西·安德拉德、等人。
|  |  |  |

## 中前卫

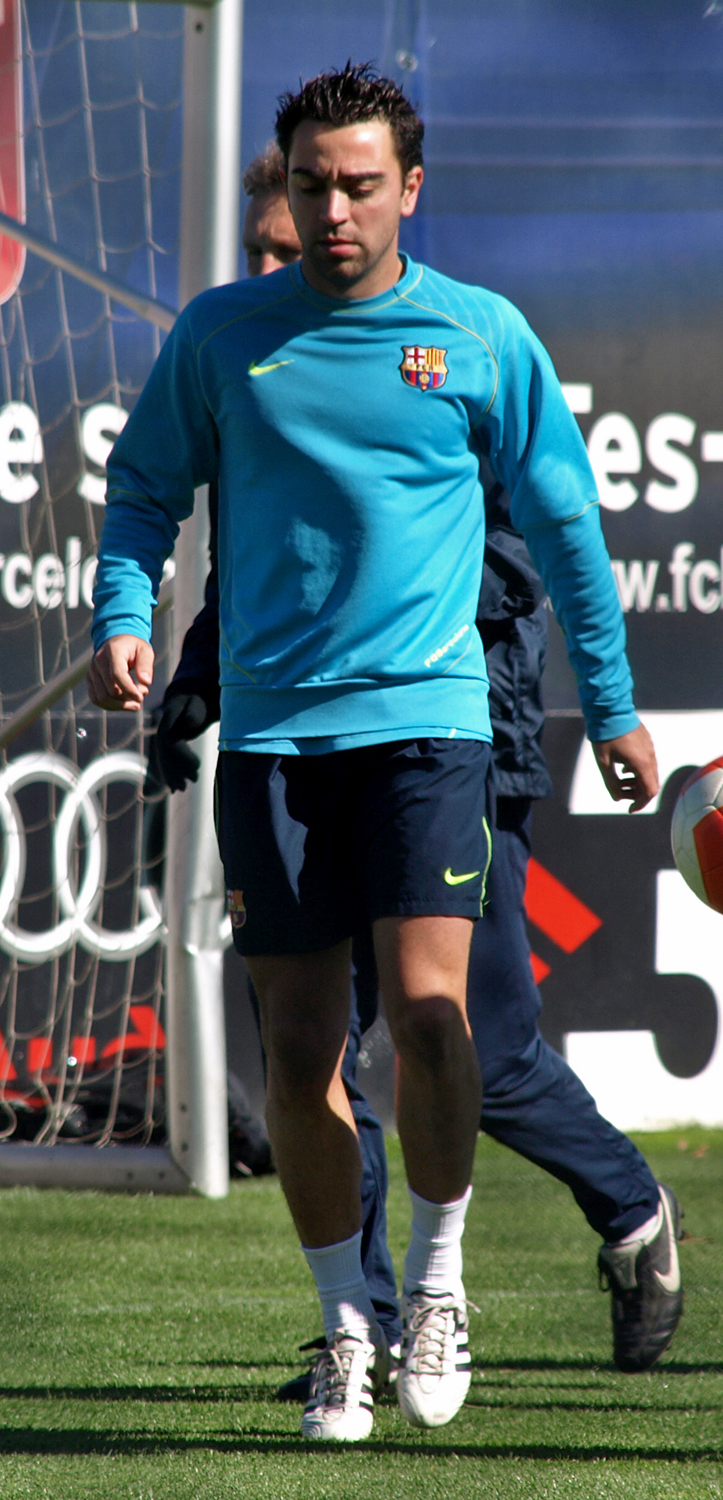
巴塞隆納智將哈维

## 
正中場（Central midfielder）掌握隊伍的節拍（Pacing），是攻守兼備的角色。能夠傳球助攻，甚至衝進敵方禁區內自行射門，也能在鋒線後維繫球權。進可以壓迫對方持球者，退可以防守球門（特別是防止對方長射）。
可見於以下足球陣式：
- 4-4-2：通常使用兩名正中場，常見於1990年代的英格蘭。
- 4-3-3：使用三名正中場。
- 4-5-1：防守陣式，使用三名正中場。
- 4-2-3-1：防守陣式，可能有兩名正中場，或改搭配一名防守中場。

正中場名將包括、莫德里奇等人。

### 全能中場
全能中場（Box-to-box midfielder）兼具攻守技能且體力充沛，能夠攔截、傳球、射門及保持球權，穿越不同半場（Box），從禁區到禁區，連結後防與進攻，跑動範圍極廣。
全能中場在1980-1990年代蔚為主流，但在1990年代後，隨著4-4-2陣式逐漸被4-3-3 陣式和4-2-3-1陣式取代，典型的全能中場也逐漸減少，其區位由控球中場遞補。名將包含、西多夫、蘇格拉底、朴智星、艾辛、韋拉、等人。

### 
Mezzala發源於義大利的條理陣式與WM陣式，此角色行動迅速、攻擊性強，主要移動到禁區兩側前沿，逼迫敵方後衛盯防，為隊友製造空檔，並在必要時回防。代表者為。在英格蘭足球中，此一角色大多由全能中場擔當。

## 進攻中場

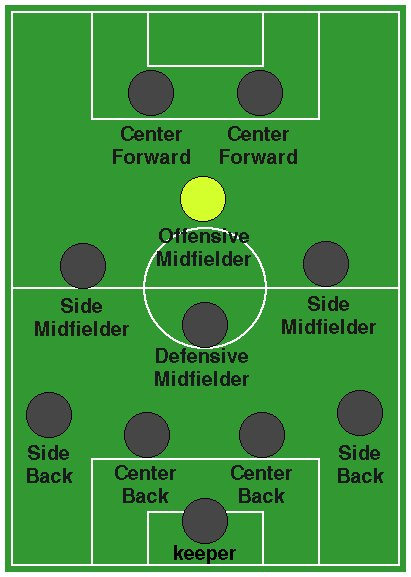
進攻中場，4-4-2 鑽石陣式

進攻中場（Attacking midfielder, Offensive midfielder），又稱前腰、攻擊中場，常穿著10號球衣。許多進攻中場被視為球隊的組織核心（Playmaker）。
進攻中場位置偏前，位於己方正中場與鋒線之間，為進攻創造空間。義大利稱呼優秀的進攻中場為「四分之三」（Trequartista）或「吉光片羽」（Fantasia），這些球員靈活、機敏、組織力強且個人技巧高超，他們講究觸球技術，能夠盤帶、妙傳及遠距離射門，因此既能為前鋒製造機會，也能個人突破戰局。然而，並非每位進攻中場都是「Trequartista」。許多進攻中場的站位較深，本質上就是助攻者，負責串聯比賽、控球或提供最後一傳。根據進攻中場所在位置，可以再細分為左前腰、中前腰與右前腰，無論如何，他們都是鋒線後潛在的射手。
進攻中場可見於以下足球陣式：
- 4-2-3-1：使用一名進攻中場，防禦性較強。
- 4-3-1-2
- 4-3-2-1：聖誕樹陣式，只有一名前鋒，但有兩名進攻中場。
- 4-4-2 鑽石：使用一名進攻中場，站位接近鋒線。

咸認、穆勒與是當代最出色的進攻中場。歷史上堪稱偉大的進攻中場則有、與。
其他優秀的進攻中場包括、香川真司、庫比利亞斯、卡卡、B費等人。

### 推進組織核心

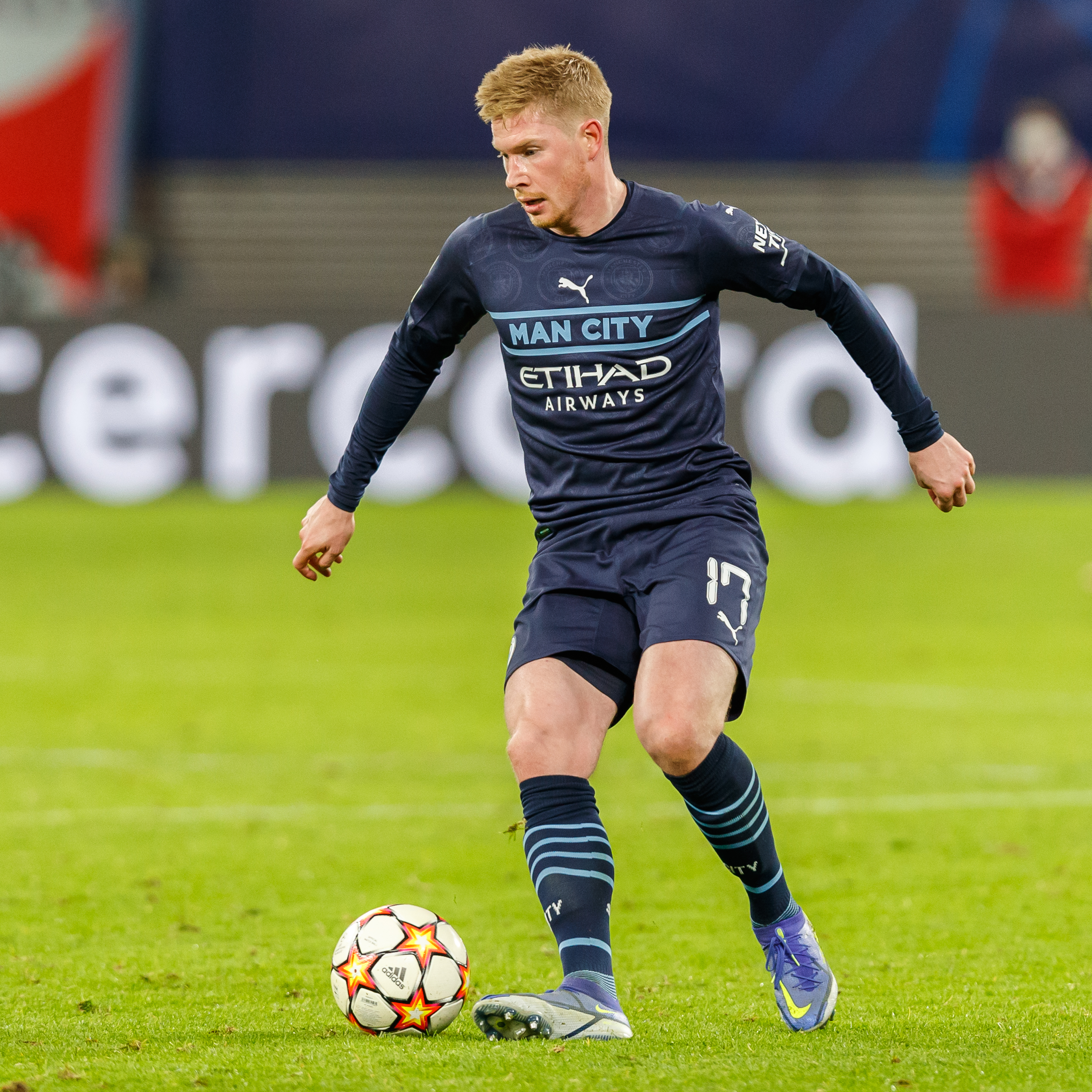
典型的推進組織核心德布劳内

相對於由防守中場擔綱的指揮官（墮後組織核心），推進組織核心（Advanced playmaker）位置靠前，利用持球技巧與閱讀能力，積極突破敵方空檔。推進組織核心大多善於助攻，能夠靠傳中（Crossing）、塞球（Through ball）與頭槌（Head knockdown）替隊友製造機會，也能藉由盤帶（Dribbling）與傳切戰術（Give-and-go）衝進敵方禁區自行進球。
推進組織核心在英格蘭暱稱為「Hole」，在法國稱為「球賽領袖」（Meneur de jeu）。這個角色往往與十號球衣聯繫，是球隊的明星。
典型的推進組織核心包含濟科、以及。另外，某些推進組織核心的位置較為彈性，保留後撤餘地，例如、等人。

### 鏈接中場
鏈接中場（Volante de enlace）源於西班牙足球，在阿根廷與烏拉圭稱為「鉤子」（Enganche），在歐洲比在南美更常見，傳統上穿著8號球衣。鏈接中場穿梭於中場與鋒線之間，兼具進球與防守的職責。相較於影子前鋒或第二射手，鏈接中場堪稱前場多面手，透過創造機會和分球製造流動性，兼具球技與戰術，能夠在鋒線後遠射，更必須有力量從中場往前線強行推進。其視野不如組織核心寬廣，但進球往往更多。
歷史上著名的鏈接中場包含「金箭頭」、「球王」、「小孩」、等人。現代則有、等名將。

### 偽進攻中場
偽進攻中場（False attacking midfielder）源於義大利足球的4-3-1-2陣式，看似前腰，卻會後撤至指揮官的深度，誘敵深入，以製造隊友突破的空檔，必要時也可以協防或遠射。這個角色必須兼備技巧、組織性、跑動能力以及對局勢的判斷力。典型的偽進攻中場是，雖然身著十號球衣，又是主要射手，但他經常撤回中線以維繫球權並調整全隊攻勢。

### 偽十號
偽十號（False 10）又稱中央翼鋒（Central winger），概念類似前鋒的偽九號。有別於通常位於鋒線後方中央位置的典型進攻中場，偽十號持球後可以大幅走位，進入兩翼，協同翼鋒或邊後衛進攻。敵方中場如果不能相應走位，己方可在單側獲得人數優勢；一旦走位，己方也能獲得中路的空檔。若己方前鋒或偽九號後撤，成功吸引對手，偽十號則從中路突襲。這類球員往往練過翼鋒，常見於偽裝成4-3-3或4-2-3-1但實為4-6-0的陣式。
偽十號名將包含、與擅長絕殺的。

## 邊中場

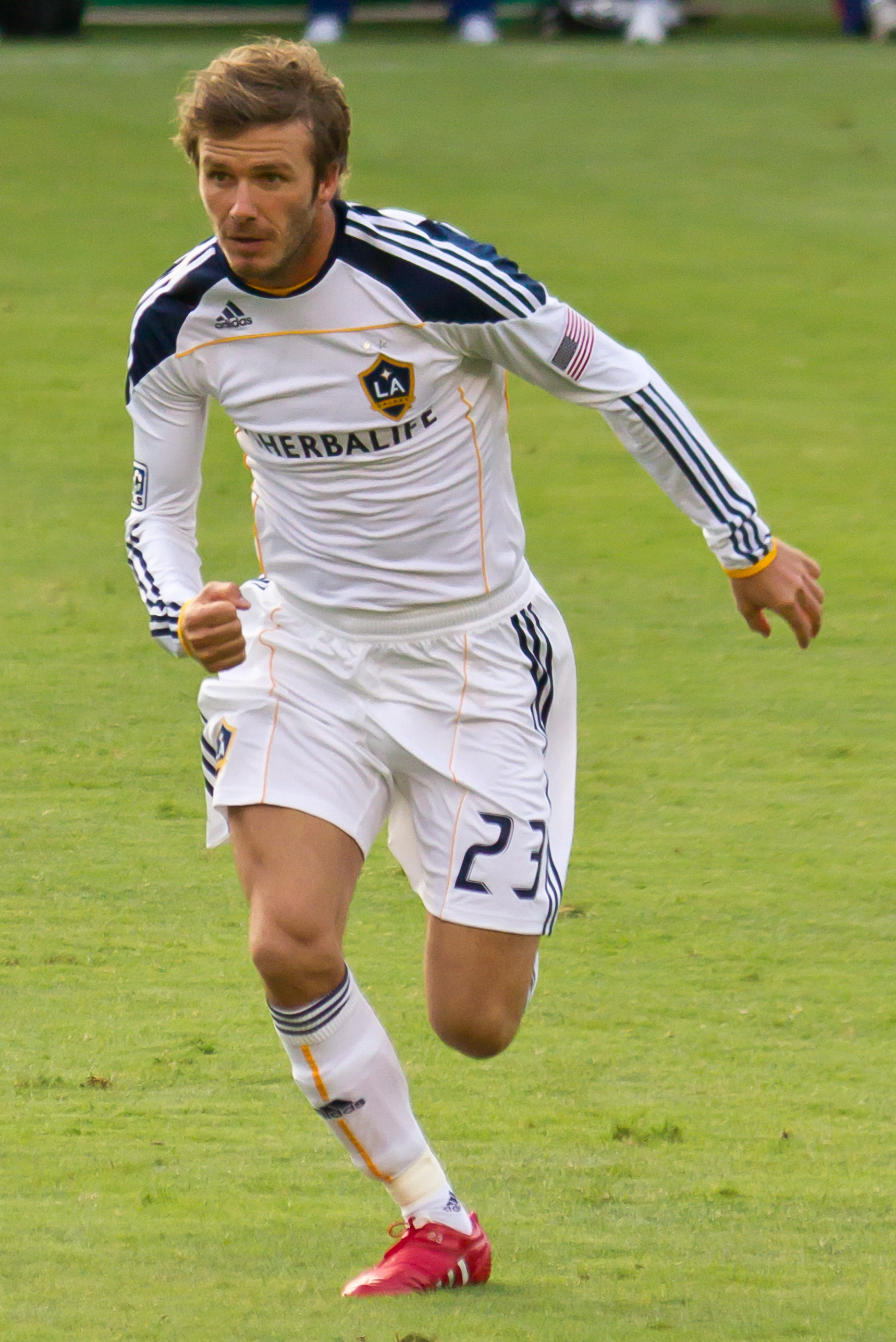
邊中場贝克汉姆以妙傳與自由球著稱。

邊中場（Side midfielder, Wide midfielder）常被與翼鋒混淆。此角色常穿8號球衣，活躍於足球場中線兩端、瀕臨邊線處，擅長往敵方禁區傳中（Cross），並反制敵方的傳中，移動速度快，並善於盤帶，也可以控球，讓身後的邊後衛進行疊瓦式助攻（Overlap）。
歷史上，英格蘭足球曾有類似的角色翼中場（Wing-half），但更側重於防衛，在1980年代後演變為邊後衛。
邊中場可見於以下足球陣式：
- 4-4-2
- 4-4-1-1
- 4-2-3-1：邊中場的攻擊性較其餘陣式強。
- 4-5-1：防守陣式，邊中場實施高位壓迫。

專打邊中場的球員非常稀少，目前絕大多數由翼鋒或邊後衛客串。邊中場名將包含左路的與、右路的與。

## 翼鋒

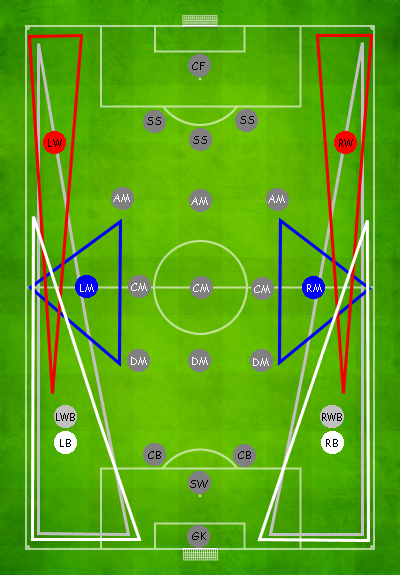
边锋（紅框）、邊中場（藍框）、翼衛（灰框）、邊後衛（白框）

現代足球中，廣義的翼鋒或邊鋒（Winger）指由邊路進攻的非後衛球員，包含左右邊中場（LM & RM）、左右進攻中場（LAM & RAM，又稱邊前衛）與左右前鋒，不包含左右翼衛（LWB & RWB）或左右邊後衛（LB & RB）。
翼鋒主要在邊線進攻，經常需要擺脫對手邊後衛的糾纏，接駁球場中央隊友的傳球，或向攻擊球員傳中以製造攻勢，所以翼鋒一般都擁有過人的速度與節奏感、優異的盤扭技術和傳球能力，以及必要的急智。此外，有的翼鋒也能自行射門，或是帶球後撤到中場位置。
在十九世紀晚期的2-3-5陣式中，翼鋒分布於邊線附近，奪得球權後傳中給內鋒或中鋒，幾乎是純攻擊、不防守的角色。與吉米·莊士敦是這一時期的典型代表，此時翼鋒往往被稱為「外鋒」（Outside forward）。
然而，在1966年世界盃當中，冠軍隊英格蘭在準決賽完全沒用上翼鋒，主帥爵士這一調度被稱為「無翼奇蹟」，由此衍生出現代的4-4-2陣式。此後，翼鋒在傳中攻擊之餘，也會被希望參與回防，輔助己方邊後衛夾擊對方的翼鋒（Double-marked），因此翼鋒逐漸由前鋒變為類似中場的角色。
除此之外，球員的個人特色能在翼鋒這一角色上別有發揮。例如利用體格粗壯、射程寬廣的「Wide target man」擔任翼鋒，球路類似中鋒，在邊路強行推進或進行空戰，擠開邊後衛便可射門，是這種變化的出色代表。過去在尤文圖斯時，教頭利用曼祖基奇的射手能力強攻左路，在邊上進行空戰並創造空間，為對手製造不少壓力。
可見於以下足球陣式：
- 4-4-2：進攻時可能變化成4-2-4或2-4-4。
- 4-5-1：防禦性較強，進攻時可能變化成4-3-3。

2000年代麾下的AC米蘭以聖誕樹陣式見長，以邊後衛制寬，是不用翼鋒的經典案例。
當代出色的左腳翼鋒包括：、等。
當代出色的右腳翼鋒包括：、等。
另外還有左右開弓的孫興慜。

### 內切型翼鋒
傳統上，翼鋒因慣用腳而有擅長的邊路，右腳將通常走右邊路，左腳將通常走左邊路。內切型翼鋒（Inverted winger）恰好相反，慣用腳靠近中央，能夠伺機切入大禁區18碼內傳球或射門，因此敵方翼衛必須後撤防守，己方因此獲得更多空間，並增加射門攻擊的機會。因此，皇家馬德里、拜仁慕尼黑等俱樂部很常故意把翼鋒球員「放錯邊」，例如會將配在右翼、配在左翼；將配在右翼、配在左翼等等。
內切型翼鋒名將包含、等人。在德國足球當中，此一角色稱為「空間侵略者」（Raumdeuter），從邊路內切進入門前中央處，接球射門或助攻，並以穆勒作為經典代表。

### 偽翼鋒
偽翼鋒（False winger），又稱七號中場（Seven-and-a-half），通常被部署在邊路上，卻會在球賽中逐漸切入中路，己方在中路取得人數優勢，對方的邊後衛則被拉進中路跟防，進而出現空檔，因此又被稱為「非中軸組織核心」（Non-axial playmaker）。代表者為。